# Reforma 222 Centro Financiero
Il Reforma 222 Centro Financiero è un grattacielo situato in Avenida Paseo de la Reforma, 222, a Città del Messico. È stato progettato dall'architetto Teodoro González de León.

## Caratteristiche
Il grattacielo ha 26 piani per 125 metri di altezza ed è utilizzato sia per uffici che per scopi commerciali.
La sua costruzione è iniziata nel 2004 e si è conclusa alla fine del 2007.
Il grattacielo possiede anche 4 livelli sotterranei.
La superficie totale del grattacielo è di 39.000 m².
A causa dell'alto rischio sismico dell'area, è di 23 ammortizzatori sismici e 45 piloni che penetrano il terreno paludoso, sul quale sorge l'edificio, per 60 metri.
I materiali utilizzati per la costruzione del grattacielo sono: calcestruzzo armato, vetro ed acciaio.
Il grattacielo è situato a lato del grattacielo Edificio Reforma 222 Torre 1, anch'esso ultimato alla fine del 2007.